# El Guayabo (ort i Honduras, Departamento de Valle)
El Guayabo är en ort i Honduras.   Den ligger i departementet Departamento de Valle, i den sydvästra delen av landet, 70 km söder om huvudstaden Tegucigalpa. El Guayabo ligger 38 meter över havet och antalet invånare är 889.
Terrängen runt El Guayabo är kuperad åt nordost, men åt sydväst är den platt. Runt El Guayabo är det ganska tätbefolkat, med 67 invånare per kvadratkilometer. Närmaste större samhälle är Nacaome, 7,0 km nordväst om El Guayabo. Omgivningarna runt El Guayabo är en mosaik av jordbruksmark och naturlig växtlighet.